# Fries-Hollands (rund)

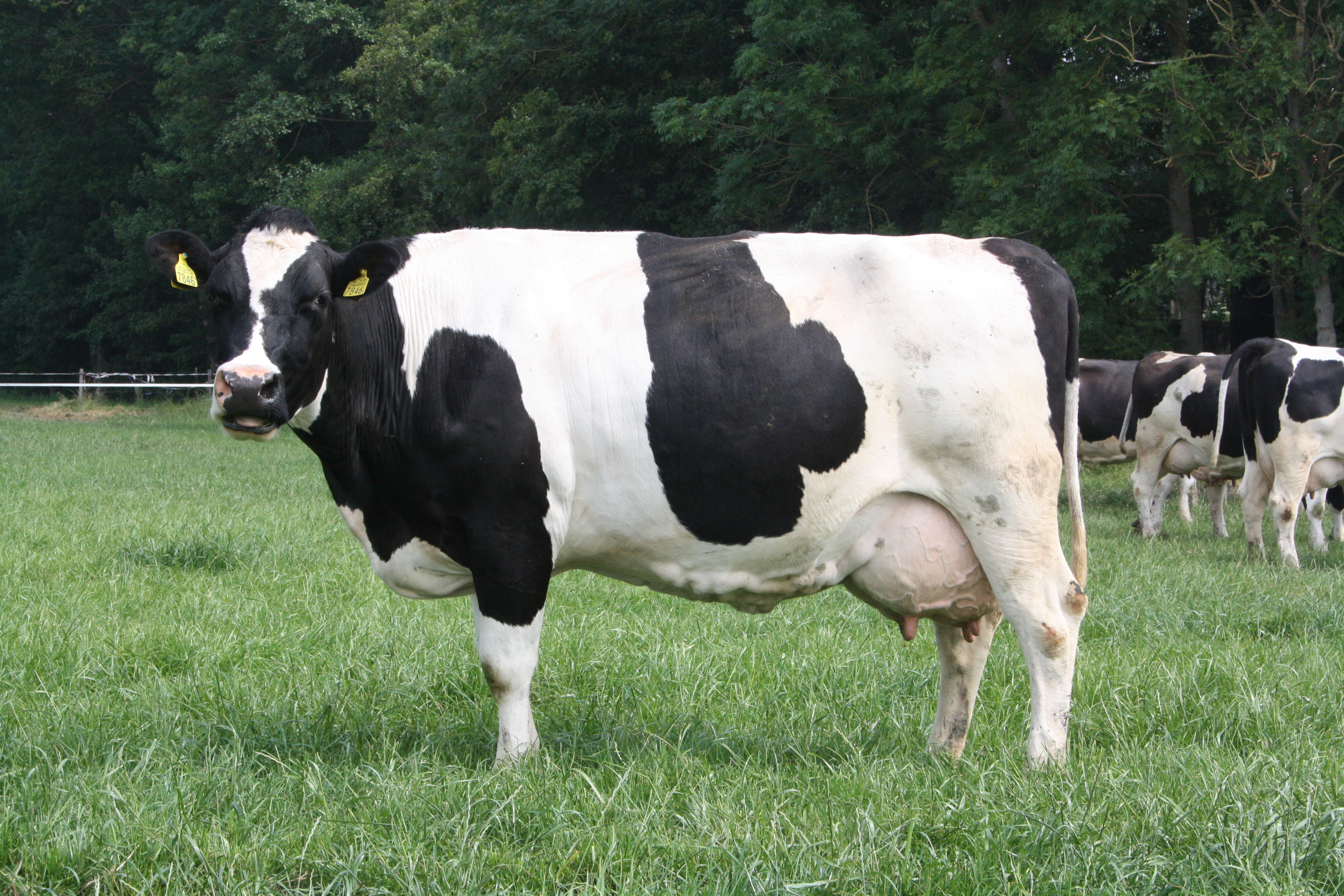
Fries-Hollandse koe.

De Fries-Hollandse koe is een dubbeldoelkoe uit Friesland, waarbij de nadruk meer op de melkproductie dan op de vleesproductie ligt.

## Kenmerken
De Fries-Hollandse koe staat bekend als een sober en sterk rund, met krachtige benen en goed ontwikkelde klauwen. Het ras beschikt over een goed aangehechte uier met een correcte speenplaatsing. De spierontwikkeling wordt als voldoende beschouwd. De dieren zijn efficiënt in het benutten van ruwvoer.
De gemiddelde melkproductie bedraagt ongeveer 7.300 kg melk per lactatie, met een vetgehalte van 4,50% en een eiwitgehalte van 3,66%.

## Uiterlijk
Fries-Hollandse koeien zijn overwegend zwartbont met scherp begrensde platen. De poten zijn vrijwel altijd wit. Op de kop komen aftekeningen voor zoals een kol, sneb of bles. Zwarte vlekken aan de poten zijn ongewenst. Volwassen dieren hebben een kruishoogte van ongeveer 130 tot 140 cm en een gewicht van 500 tot 550 kg.

## Geschiedenis
Tot circa 1980 was de Fries-Hollandse koe het meest voorkomende runderras in Nederland. Ongeveer 75% van de rundveepopulatie behoorde destijds tot dit ras. In de jaren daarna werd het ras geleidelijk verdrongen door de Holstein-Friesian, een melktypisch ras uit de Verenigde Staten en Canada.
Het Fries-Hollandse-ras heeft historisch gezien aan de basis gestaan van veel zwartbonte rundveepopulaties wereldwijd, waaronder de Holstein-Friesian. In de 18e eeuw bestond de Nederlandse rundveestapel voornamelijk uit roodbontvee. Na een uitbraak van runderpest werden zwartbonte dieren uit Sleeswijk-Holstein en Jutland geïmporteerd als vervanging. Door kruising met de inheemse roodbonten en de dominante erfelijkheid van de zwartbonte kleur, raakten de roodbonten op termijn vrijwel verdwenen. Sporadisch worden er nog roodbontgekleurde kalveren geboren uit zwartbonte ouders.
In de tweede helft van de 19e eeuw kochten Amerikaanse fokkers zwartbontvee in Nederland, dat in de Verenigde Staten bekend werd als Holstein-Friesian. De beste melkkoeien van dit ras werden naar Amerika geëxporteerd en daar verder gefokt. Deze dieren ontwikkelden zich tot het huidige, sterk op melktypische kenmerken gefokte Holstein-Friesian-ras. Dit leidde ertoe dat het Fries-Hollandse vee in Nederland steeds verder werd teruggedrongen. Als gevolg van de terugloop werd eerst het Nederlands Rundvee Stamboek (NRS) en daarna het Fries Rundvee Stamboek (FRS) opgericht. Nederlandse melkveehouders die nog met zuiver Fries-Hollands vee werken zijn veelal aangesloten bij de Vereniging voor het behoud van het Fries-Hollands dubbeldoelras (FH-vereniging). 
In Nederland werden de zwartbonte koeien steeds kleiner gefokt en de melkproductie bleef achter. In de zeventiger jaren werd in Polen de zogenaamde “Polenproef” gehouden. De lokale Poolse zwartbonten werden bevrucht met sperma van zwartbonte stieren uit verschillende landen. De melkproducties van deze dochters van de verschillende kruisingen werden vervolgens met elkaar vergeleken. Hierbij eindigde de Fries-Hollands als voorlaatste.
In andere landen komen verwante rassen voor, zoals het Deutsches Schwarzbuntes Niederungsrind (DSN) in Duitsland en de British Friesian in het Verenigd Koninkrijk. Ook in Ierland wordt nog gebruikgemaakt van verwante rassen.

## Zeldzaamheid
De populariteit van het Holstein-Friesian-ras had tot gevolg dat het Fries-Hollandse-ras steeds zeldzamer werd. In 2020 waren er nog 2182 volwassen koeien (≥ 2 jaar). De inteelttoename per generatie is 0,50 – 1,00%.
Volgens de normen van de FAO is het ras bedreigd maar wel stabiel.
- Polygoonjournaal uit 1957. Frieslands trots, het stamboekvee.
- Polygoonjournaal uit 1969. Stierenkeuring van Fries stamboekvee in de Frieslandhal te Leeuwarden.